# Mzukisi Sikali
Mzukisi Sikali, genannt Lacier, (* 30. Juli 1971 in Port Elizabeth; † 16. September 2005 in Uitenhage) war ein südafrikanischer Boxer.

## Leben
Sikali war einer der bekanntesten Boxer seines Heimatlandes. 1994 gewann er im Halbfliegengewicht seinen ersten Landesmeistertitel. Ein Jahr später folgte der Weltmeistertitel des eher unbedeutenden WBU-Verbandes, den er 1997 an den Thailänder Pongsaklek Wonjongkam verlor. Gegen den Argentinier Juan Domingo Córdoba gewann er den Kampf um den Internationalen Titel im Halbfliegengewicht nach Version des WBC.
Im September 2002 gewann er durch einen Sieg nach Punkten gegen seinen Landsmann Masibulele Makepula den Weltmeistertitel im Fliegengewicht nach Version der IBO. Diesen Titel konnte er zweimal verteidigen. Am 27. März 2005 unterlag er bei einem Vereinigungskampf im australischen Homebush Bay dem armenischen IBF-Weltmeister Vic Darchinyan durch technischen K. o. in der elften Runde.
In der Nacht des 16. September 2005 wurde Sikali in seinem Haus erschossen. Vermutlich wurde der 34-Jährige Opfer eines Raubmordes.